# Cabriolino
El Cabriolino fou l'únic model d'automòbil que fabricà l'empresa carrossera d'Arbúcies Indcar (Industrial Carrocera Arbuciense SA,), especialitzada en la fabricació de carrosseries per a minibusos. Presentat el 1989, el Cabriolino era una rèplica a escala del Jeep, gairebé un microcotxe, i muntava un motor bicilíndric Briggs & Stratton de 480 cc i 15 CV amb transmissió automàtica, dissenyat inicialment per a màquines tallagespa. La carrosseria era de material plàstic.